# Catherine Esperon
Pour les articles homonymes, voir Lopez.
Jeanne Catherine Esperon, parfois Luisa Esperon ou Catalina Esperon (Guchen, 1828 - Valence, 1912), est l'une des rares femmes photographes à avoir exercé professionnellement dans la ville de Valence pendant la seconde moitié du XIXe siècle. Elle a exercé son métier en collaboration avec son mari, Antonio Ludovisi.

## Biographie
Le cabinet des Ludovisi était considéré comme l'un des plus importants de Valence à l'époque et leurs portraits sont reconnus pour leur naturel. Un album de famille du coule est actuellement conservé, dont les pièces comprennent ce qui semble être un portrait de la Luisa elle-même, posant avec son appareil photo.
Comme d'habitude à l'époque, Catherine a intégré dans son étude certains de ses jeunes frères (Benjamin, Eugenio et Alfredo), qui ont travaillé comme assistants et tout en apprenant un métier qu'ils ont ensuite exercé dans diverses villes ou comme travailleurs itinérants